# هاري كالاهان
هاري كالاهان (بالإنجليزية: Harry Callahan) هو مصور أمريكي، ولد في 22 أكتوبر 1912 في ديترويت في الولايات المتحدة، وتوفي في 15 مارس 1999 في أتلانتا في الولايات المتحدة.

## وصلات خارجية
- هاري كالاهان على موقع الموسوعة البريطانية (الإنجليزية)